# Stephan Westphalen
Stephan Westphalen (* 1961 in Flensburg) ist ein deutscher Christlicher Archäologe.

## Leben
Stephan Westphalen studierte von 1982 bis 1991 Christliche Archäologie und Byzantinische Kunstgeschichte, Kunstgeschichte, Mittlere und Neue Geschichte und Kirchengeschichte an den Universitäten Göttingen, Kiel und Freiburg. 1991 schloss er sein Studium in Freiburg bei Otto Feld mit dem Magisterabschluss ab, Thema der Abschlussarbeit war Bauskulptur und liturgische Ausstattungsstücke aus frühchristlichen Kirchen auf Samos. 1994/95 war er als Junior Fellow in Dumbarton Oaks. In Freiburg erfolgte 1995 die Promotion mit einer Arbeit zum Thema Die Odalar Camii in Istanbul. Architektur und Malerei einer mittelbyzantinischen Kirche, die wieder von Otto Feld betreut wurde. 1996 wurde Westphalen Wissenschaftlicher Referent an der Außenstelle Damaskus des Deutschen Archäologischen Instituts. Nach dem Ende seiner Tätigkeit dort wurde er 2001 Habilitationsstipendiat der Deutschen Forschungsgemeinschaft an der Universität Göttingen und nahm dort zudem Lehraufträge am Institut für Christliche Archäologie und Byzantinische Kunstgeschichte wahr. 2004/05 war Westphalen Auslandsstipendiat an der Abteilung Istanbul des Deutschen Archäologischen Instituts. Von 2005 bis 2008 führte er auch Lehrveranstaltungen am Masterstudiengang Baudenkmalpflege an der Hochschule für Angewandte Wissenschaft und Kunst Hildesheim durch. Die Habilitation erfolgte 2007 zum Thema Liturgie oder Gestaltung? Form und Funktion von Apsisnebenräumen im kilikischen Kirchenbau des 5. und 6. Jahrhunderts. 2008 erforschte er als Stipendiat der Gerda-Henkel-Stiftung die Basilika am Kalekapı in Herakleia Perinthos (Marmara Ereğlisi) und wertete dabei die Ausgrabungen der Jahre 1992/93 und 2006/07 aus. 2008 wurde er W2-Professor für Archäologie an der Fakultät Erhaltung von Kulturgut an der Hochschule für Angewandte Wissenschaft und Kunst in Hildesheim, ein Jahr später W3-Professor für Byzantinische Archäologie und Kunstgeschichte an der Universität Heidelberg. Seit 2010 ist Westphalen ordentliches Mitglied und war von 2010 bis 2020 Fachvertreter für den Bereich Christliche Archäologie in der Zentraldirektion des Deutschen Archäologischen Instituts.
Westphalen nahm schon seit 1988 an Forschungen des Deutschen Archäologischen Instituts an der Basilika im Heraion von Samos und anderen frühchristlichen Monumenten auf der Insel teil. Weitere Ausgrabungen folgten 1991 bis 1993 in Freiburg, am Oberrhein und im Schwarzwald. 1992 bis 1995 erforschte er die mittelbyzantinische Architektur und die Wandmalereien der Odalar Camii in Istanbul. 1995/96 untersuchte er die byzantinische Basilika von Priene. Es folgten während seiner Tätigkeit am DAI Damaskus 1997 bis 1999 Ausgrabungen in Resafa-Sergiopolis in Syrien, 1999 bis 2003 die Freilegung und Restaurierung mittelalterlicher Wandmalereien in der Klosterkirche Mar Yakub in Qara, Syrien. 2000 nahm er die Architekturteile eines Schiffsfundes im Museum Tartus in Syrien auf, 2003/04 untersuchte er die byzantinischen Monumente von Olba und Diokaisareia bei Uzuncaburç in der Türkei im Rahmen eines von Detlev Wannagat, Kai Trampedach und Ulrich Gotter geleiteten DFG-Projektes. 2004 organisierte er eine Internationale Tagung des Deutschen Archäologischen Instituts, der Universität Leiden und der Université Catholique de Louvain-la-Neuve in Damaskus zum Thema Qara, Deir Mar Yakub – The „Museumfragments“. Christian Art and Identity in Medieval Syria. Im Jahr darauf untersuchte er Malereien in der Arap Camii in Istanbul, 2006 dokumentierte der die Architektur und die Malereien im syrischen Deir Mar Musa und nahm die Wandmalereien im Beltempel von Palmyra fotografisch auf. 2006 bis 2010 nahm er an Ausgrabungen des Museums Tekirdağ und Mustafa Sayars in der frühbyzantinischen Basilika in Marmara Ereğlisi (Perinthos) teil.

## Schriften (Auswahl)
- Die Odalar Camii in Istanbul. Architektur und Malerei einer mittelbyzantinischen Kirche in Istanbul (= Istanbuler Mitteilungen. Beiheft 42). Wasmuth, Tübingen 1998, ISBN 3-8030-1741-6.
- mit Andrea Schmidt (Hrsg.): Christliche Wandmalereien in Syrien. Qara und das Kloster Mar Yakub (= Sprachen und Kulturen des Christlichen Orients. Band 14). Reichert, Wiesbaden 2005, ISBN 3-89500-395-6.
- mit Nușin Asgari, Akıf Ișın und Önder Öztürk: Die Basilika am Kalekapı in Herakleia Perinthos. Bericht über die Ausgrabungen von 1992–2010 in Marmara Ereğlisi. Mit Beiträgen von Beate Böhlendorf-Arslan, E. Arzu Demirel und Jürgen J. Rasch (= Istanbuler Forschungen. Band 55). Wasmuth, Tübingen 2016, ISBN 978-3-8030-1776-5.